# Горки слаткиш
Горки слаткиш (енгл. Hard Candy) амерички је психолошки хорор-трилер филм из 2005. године, редитеља Дејвида Слејда, са Елен Пејџ, Патриком Вилсоном и Сандре Оу у главним улогама. Радња прати тинејџерку која прогони фотографа за кога сумња да је сексуални предатор. 
Филм је премијерно приказан 21. јануара 2005. године на Филмском фестивалу Санденс, у дистрибуцији продукцијске куће Лајонсгејт. Добио је помешане и претежно позитивне оцене критичара и зарадио 8,3 милиона долара. Био је номинован за 23 награде на међународним филмским фестивалима, од чега је освојио 10.

## Радња
Хејли Старк је паметна и шармантна 14-годишња тинејџерка, а Џеф Колвер 32-годишњи фотограф оптужен за сексуално злостављање. Њих двоје се већ дуже времена дописују и коначно договарају састанак. Џеф мисли да му се посрећило, али ће бити веома непријатно изненађен...

## Улоге
| Глумац        | Улога        |
| ------------- | ------------ |
| Елиот Пејџ    | Хејли Старк  |
| Патрик Вилсон | Џеф Колвер   |
| Сандра Оу     | Џуди Токуда  |
| Џенифер Холмс | Џанел Роџерс |
| Ерин Крафт    | Дона Мајер   |
| Гејб Кер      |              |
| Кори Брајт    |              |